# Drozdec mnohohlasý
Drozdec mnohohlasý (Mimus polyglottos) je pták z řádu pěvců žijící v Severní Americe, kde je ho možné zahlédnout na jihovýchodě Kanady, ve Spojených státech amerických, v severním Mexiku, na Bahamách, Kajmanských ostrovech a na Velkých Antilách.
Poprvé jej popsal Carl Linné ve svém díle Systema naturae v roce 1758.

## Odraz v kultuře
Ve Spojených státech amerických jej státy Arkansas, Florida, Mississippi, Tennessee a Texas považují za „státního ptáka“.
Drozdec je součástí původního názvu známé novely Jako zabít ptáčka, kde je zároveň použit jako příklad nevinnosti, které nemá být ubližováno: On sám neubližuje lidem, neničí úrodu, ale naopak je potěšuje svým zpěvem, a proto je hřích ho zabít.